# Массімо Го
Массімо Н'Чеде Го (італ. Massimo N'Cede Goh; нар. 1 лютого 1999, Італія) — італійський футболіст, нападник.

## Життєпис
Футболом розпочав займатися в одному з грандів Серії A «Ювентус». У 2017 році відправився в оренду до «Віртуса Верона» з четвертого дивізіону чемпіонату Італії. На початку вересня 2019 року відправився в оренду до київського «Арсеналу». Напередодні старту другої половини сезону 2018/19 років повернувся до «Віртус Верони» з третього дивізіоні, де провів 4 матчі в чемпіонаті. 12 лютого 2019 року дебютував за «Віртус Верона» в програному (0:1) поєдинку проти «Ренате». Напередодні старту другої половини сезону 2019/20 років став гравцем команди четвертого дивізіону «Крема». У 2021 році підписав контракт з румунським клубом «1599 Шелімбар».

## Особисте життя
Двоюрідний брат гравця національної збірної Італії Мойсе Кіна.